# Medalha Comemorativa da Expedição à China de 1901
A Medalha Comemorativa da Expedição à China de 1901 (em francês:  Médaille commémorative de l'expédition de Chine (1901)) foi uma medalha de campanha francesa estabelecida pela lei de 15 de abril de 1902 para reconhecer o serviço prestado na China em 1900 e 1901 durante a Rebelião dos Boxers.

## História
Em maio de 1900, uma revolta em todo o Norte da China ameaçou os interesses das nações com concessões estabelecidas nas principais cidades e territórios arrendados no Império da China. Esta hostilidade contra estes poderes foi impulsionada principalmente por um grupo secreto nacionalista e xenófobo chamado "Sociedade dos Punhos Justos e Harmoniosos", daí o nome "Boxers" (boxeadores) dado aos seus membros.
Foi decidido por oito grandes potências (Alemanha, Áustria, Estados Unidos, França, Grã-Bretanha, Itália, Japão e Rússia) estabelecer um exército internacional de 150.000 homens sob o comando supremo do alemão Marechal Conde von Waldersee para resgatar os seus compatriotas sitiados em Pequim e acabar com a rebelião nas províncias. As tropas aliadas entraram em Pequim em 14 de agosto de 1900, mas um tratado de paz com a China só foi assinado em 7 de setembro de 1901.

## Agraciamento
A Medalha Comemorativa da Expedição à China de 1901 foi concedida pelo Presidente da República Francesa, com base na recomendação do ministro sob o qual o potencial agraciado serviu, a todos os oficiais, marinheiros e soldados que participaram da expedição francesa à China durante os períodos seguintes:
- para o pessoal do Departamento de Guerra, a todos aqueles que serviram na China entre 30 de junho de 1900 e 8 de agosto de 1901;
- para o pessoal do Departamento da Marinha,
  - no que diz respeito aos membros das tripulações, aos que estiveram em serviço no teatro entre 30 de maio de 1900 e 31 de dezembro de 1901 e que receberam uma indenização pelo serviço prestado na China;
  - relativamente a oficiais, funcionários militares ou agentes que não constem da tripulação, aos que tenham recebido uma indenização pelo serviço prestado na China abrangida pelo decreto de 4 de Agosto de 1900 ou uma indenização por despesas concedidas antes de 1º de Setembro de 1900, nos termos do despacho do almirante comandante-em-chefe da divisão naval do Extremo Oriente.

Foi também atribuído, por recomendação do Ministro dos Negócios Estrangeiros, aos civis franceses que participaram na defesa das legações em Pequim.
A lei de 15 de abril de 1904 acrescentou como potenciais destinatários da Medalha Comemorativa da Expedição à China de 1901, os oficiais, marinheiros e soldados, destinados a participar na expedição, que desembarcassem no Tonquim entre 30 de junho de 1900 e 8 de agosto de 1901, desde que ainda não recebera a Medalha Colonial pelo mesmo período.

## Descrição
A Medalha Comemorativa da Expedição à China de 1901 era uma medalha circular de prata de 30mm de diâmetro. O anverso trazia a imagem em relevo da efígie da "república guerreira" na forma do perfil esquerdo de um busto de mulher com capacete, sendo o capacete adornado por uma coroa de folhas de carvalho e louro. Em ambos os lados, a há a inscrição em relevo ao longo da circunferência dizendo "RÉPUBLIQUE FRANÇAISE" (em português:  República Francesa). O reverso ostentava um pagode cercado de artigos militares e navais ou de guerra. O laço de suspensão da fita era adornado com dois dragões chineses.
A medalha pendia de uma fita amarela moiré de seda com 36mm de largura e quatro listras verticais verdes equidistantes com 4mm de largura.

## Agraciados notáveis (lista parcial)
- General Robert Nivelle
- General Maurice Bailloud
- Vice-Almirante Antoine Exelmans
- General Albert d'Amade
- Almirante Raoul Castex
- General Émile Edmond Legrand-Girarde
- General Charles Louis Joseph Belhague
- General César Alix
- General Barão Charles Pierre Corvisart

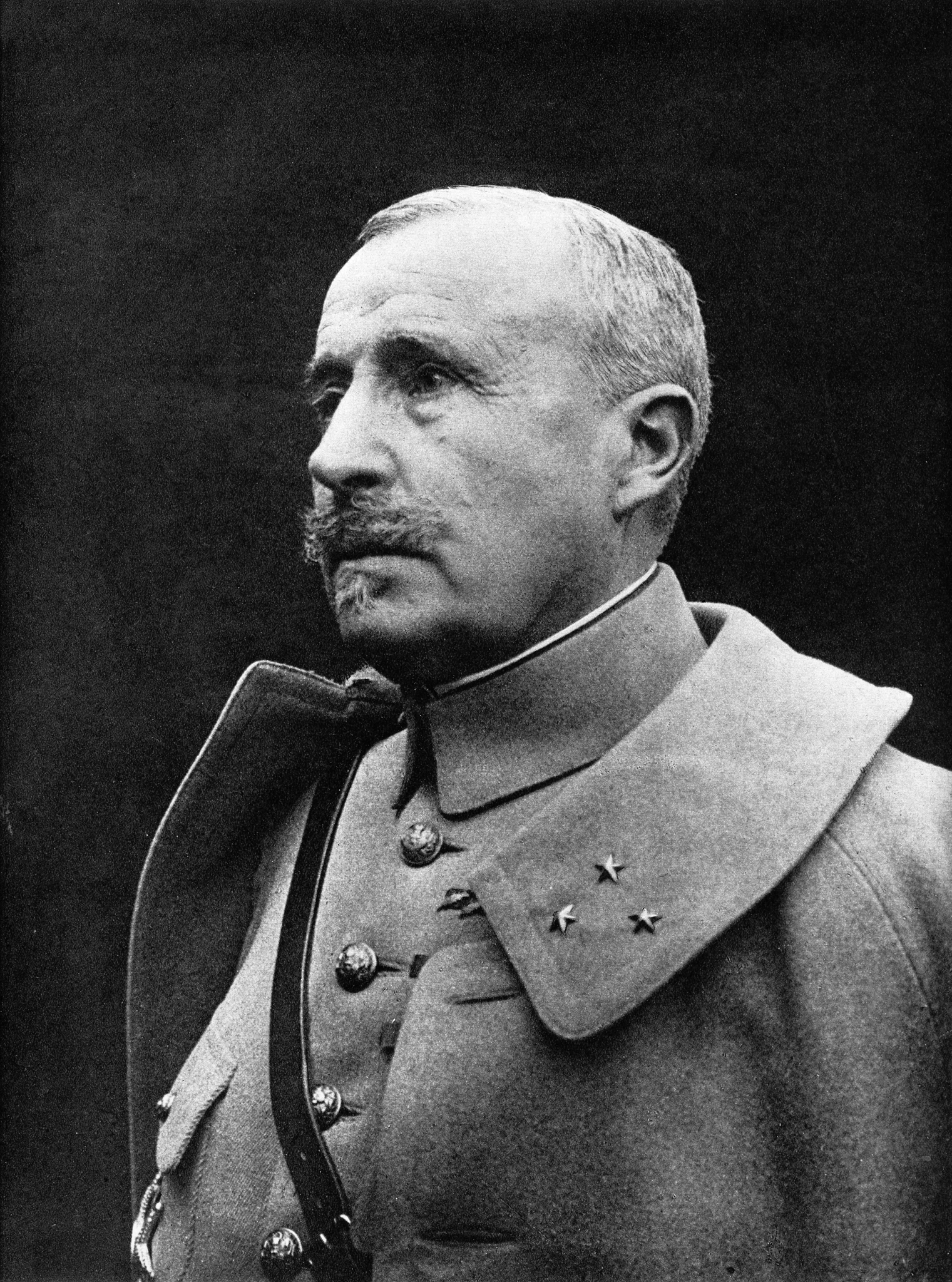
General Robert Nivelle, ganhador da Medalha Comemorativa da Expedição à China de 1901.
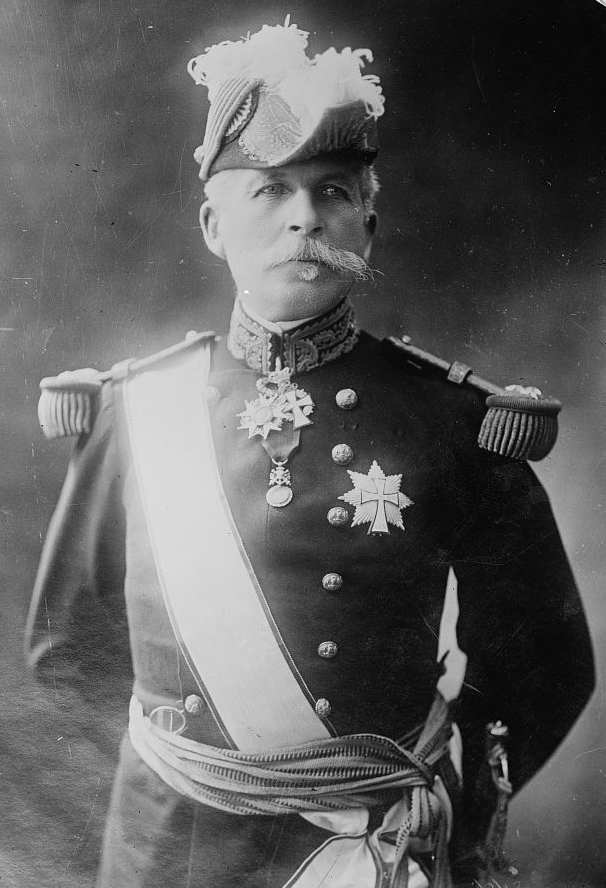
General Albert d'Amade, ganhador da Medalha Comemorativa da Expedição à China de 1901.